# Génuflexion
 (juillet 2017).

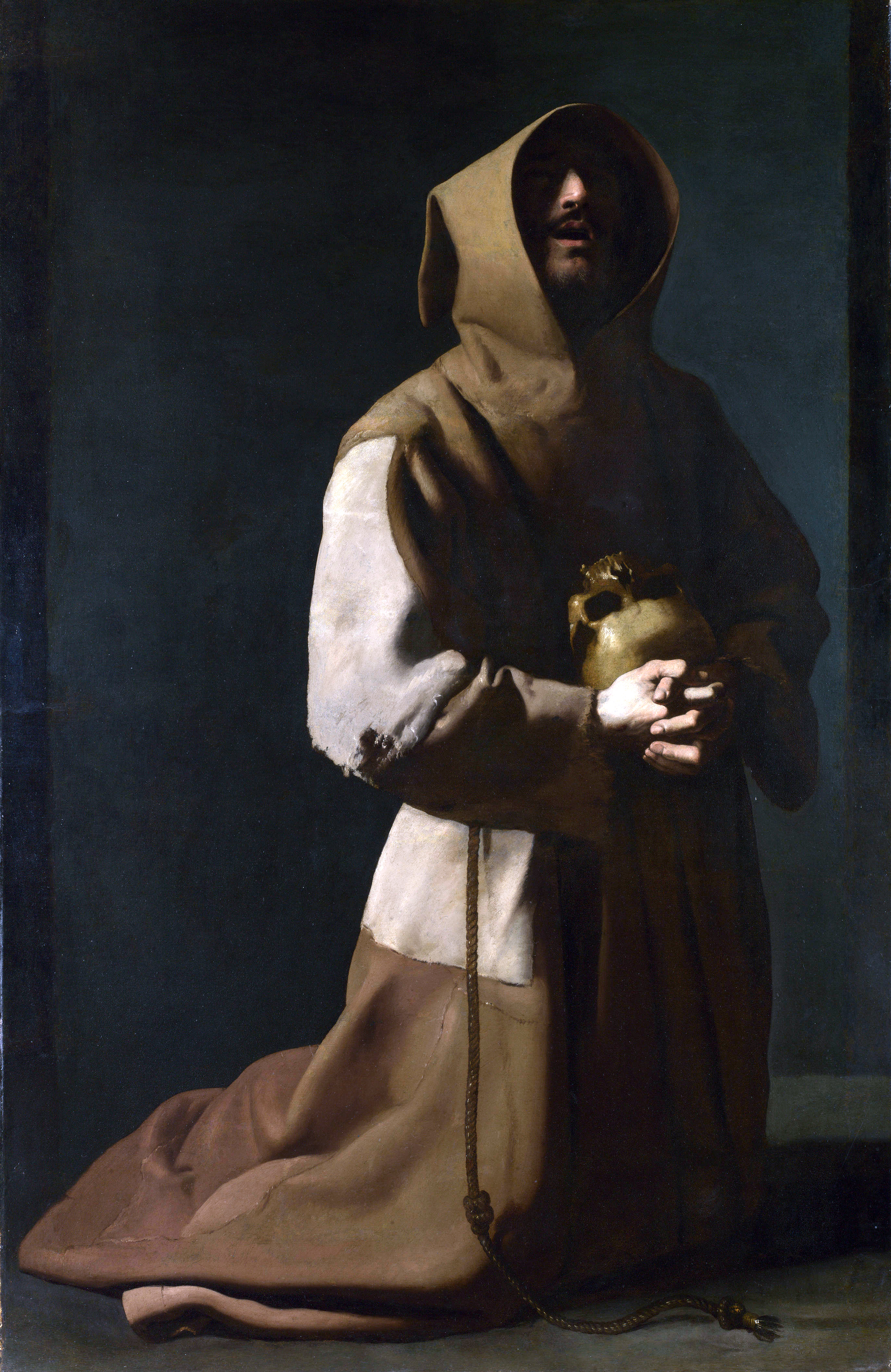
Génuflexion

La génuflexion est littéralement l'action de se mettre à genoux, notamment réalisé lors de certaines cérémonies de culte.

## Usages
Pendant la messe, c'est aussi un geste parfois posé avant la réception de la Sainte Communion. Cette forme d'« adoration eucharistique » a été conservée, même après la réforme liturgique voulue par Paul VI. Les fidèles doivent normalement être à genoux pendant la consécration, sauf si l'exiguïté des lieux ou l'âge et la maladie l'empêchent. Ils doivent également s'agenouiller, ou faire au moins un autre geste d'adoration approuvé par la Conférence des évêques (l'inclination profonde par exemple), avant de communier. Enfin, il faut faire la génuflexion en passant devant le tabernacle ou le Saint Sacrement exposé.
La génuflexion est toujours acceptée et encouragée dans son caractère dévotionnel. Elle tombe néanmoins graduellement en désuétude. Beaucoup d'églises sont maintenant équipées de chaises à dossier bas, qui ne sont plus conçues pour être retournées et s'y agenouiller.
Dans ce cas, la génuflexion lors de la consécration est remplacée par une attitude silencieuse de respect et un abaissement de la tête ou du haut du corps après l'élévation du pain et du vin consacrés; l'on peut faire entorse à la norme liturgique uniquement en l'absence de prie-dieu ou d'agenouilloir.
Les papes encouragent la pratique de la génuflexion (fléchissement du genou droit devant le Saint-Sacrement) ou de l'agenouillement (attitude de prière et d'adoration à deux genoux). Benoît XVI déclarait aux servants de messe : « N'ayez pas peur de vous agenouiller devant Dieu ! Car adorer le Créateur ne diminue en rien l'Homme, mais lui restitue sa pleine dignité et humanité. »
Par ailleurs, poser le genou droit ou le gauche à terre n'a pas la même signification. En effet, lorsque l'on fait une génuflexion devant Dieu ou une autorité ecclésiastique, c'est le genou droit que l'on pose sur le sol. Par contre, lorsqu'il s'agit d'une personne laïque, telle qu'un roi par exemple, c'est le genou gauche que l'on pose au sol.